# Rustam Šaripov
Rustam Chalimdžanovyč Šaripov (in ucraino Рустам Шаріпов?; Dušanbe, 2 giugno 1971) è un ex ginnasta ucraino.

## Palmarès

### Olimpiadi
- 3 medaglie:
  - 2 ori (Barcellona 1992[1] nel concorso a squadre; Atlanta 1996 nelle parallele)
  - 1 bronzo (Atlanta 1996 nel concorso a squadre)

### Mondiali
- 2 medaglie:
  - 1 oro (San Juan 1996 nelle parallele)
  - 1 argento (Brisbane 1994 nelle parallele)